# Jean N'Guessan
Jean Frederic Kouadio N'Guessan (Daloa, 17 aprile 2003) è un calciatore ivoriano, centrocampista dell'Al-Wasl.

## Carriera

### Club
N'Guessan è cresciuto calcisticamente nell'RC Abidjan, con cui ha giocato in prima squadra dal 2019 al 2021. Nel luglio 2021 è stato acquistato a titolo definitivo dal Nizza, che lo ha subito girato in prestito al Losanna. Ha debuttato con il club svizzero il 24 luglio 2021 nell'incontro di Super League perso 2-1 contro il San Gallo.
La stagione successiva è stato prestato al Nîmes in Ligue 2, con cui ha disputato 37 incontri e realizzato 2 reti.
Il 21 luglio 2023 è stato ceduto a titolo definitivo al Metz.
Nel febbraio 2024 ha raggiunto un accordo con la squadra degli emiratina dell'Al-Wasl.

### Nazionale
Ha giocato nella nazionale ivoriana Under-23.

## Statistiche

### Presenze e reti nei club
Statistiche aggiornate al 2 dicembre 2023.
| Stagione        | Squadra         | Campionato      | Campionato | Campionato | Coppe nazionali | Coppe nazionali | Coppe nazionali | Coppe continentali | Coppe continentali | Coppe continentali | Altre coppe | Altre coppe | Altre coppe | Totale | Totale | Totale |
| Stagione        | Squadra         | Comp            | Pres       | Reti       | Comp            | Pres            | Reti            | Comp               | Pres               | Reti               | Comp        | Pres        | Reti        | Pres   | Reti   |        |
| --------------- | --------------- | --------------- | ---------- | ---------- | --------------- | --------------- | --------------- | ------------------ | ------------------ | ------------------ | ----------- | ----------- | ----------- | ------ | ------ | ------ |
| 2020-2021       | RC Abidjan      | L1              | ?          | ?          |                 | -               | -               | CCL+CCC            | 4+2                | 1+0                |             | -           | -           | 6+     | 1+     |        |
| mar. 2022       | Losanna U-21    | 1L              | 2          | 1          |                 | -               | -               |                    | -                  | -                  |             | -           | -           | 2      | 1      |        |
| 2021-2022       | Losanna         | SL              | 23         | 0          | CS              | 4               | 0               |                    | -                  | -                  |             | -           | -           | 27     | 0      |        |
| 2022-2023       | Nîmes           | L2              | 35         | 2          | CF              | 2               | 0               |                    | -                  | -                  |             | -           | -           | 37     | 2      |        |
| ott. 2023       | Metz 2          | N3              | 1          | 0          |                 | -               | -               |                    | -                  | -                  |             | -           | -           | 1      | 0      |        |
| 2023-2024       | Metz            | L1              | 2          | 0          | CF              | 0               | 0               |                    | -                  | -                  |             | -           | -           | 2      | 0      |        |
| Totale carriera | Totale carriera | Totale carriera | 63+        | 3+         |                 | 6               | 0               |                    | 6                  | 1                  |             | -           | -           | 75+    | 4+     |        |

## Palmarès

### Club

#### Competizioni nazionali
- Campionato emiratino: 1

Al-Wasl: 2023-2024
- Coppa del Presidente degli Emirati Arabi Uniti: 1

Al-Wasl: 2023-2024